# Tang Bin
Dans ce nom chinois, le nom de famille, Tang, précède le nom personnel.
Tang Bin, née le 25 avril 1986 à Fengcheng, est une rameuse d'aviron chinoise.

## Carrière
Tang Bin est médaillée de bronze aux Championnats du monde d'aviron 2007 à Munich et médaillée d'or aux Jeux olympiques d'été de 2008 à Pékin en quatre de couple.